# Камерунский колобус
Камерунский колобус (лат. Piliocolobus preussi) — вид обезьян семейства мартышковых отряда приматов, один из видов рода Красные колобусы.

## Классификация
Ранее считался подвидом либо гвинейского колобуса (Piliocolobus pennantii), либо красного колобуса (Piliocolobus badius).

## Описание
Голова чёрная, спина чёрная с рыжим, конечности, щёки и хвост с красноватым оттенком.

## Распространение
Эндемик экорегиона Кросс — Санага. Крупная популяция в национальном парке Коруп, Камерун, также в национальном парке реки Кросс, Нигерия.

## Поведение
Населяет влажные леса на высоте до 1400 метров над уровнем моря. Образует группы размером от 20 до 64 особей. В рационе преимущественно листья.

## Статус популяции
Международный союз охраны природы присвоил этому виду охранный статус «В критическом положении». Главные угрозы виду — охота и разрушение привычной среды обитания. Значительная часть популяции обитает в природоохранных зонах в Камеруне и Нигерии.